# Henriqueta Brieba
Enriqueta Nogués Brieba, conhecida como Henriqueta Brieba (Barcelona, 31 de julho de 1901 – Rio de Janeiro, 18 de setembro de 1995), foi uma atriz espanhola naturalizada brasileira.

## Biografia

No set de filmagem de Ascensão e Queda de um Paquera, c. 1969. Arquivo Nacional.

Nascida na Catalunha, filha de Galeno Nogués i Guillem e Aurora Brieba Manzaneque, Henriqueta Brieba veio para o Brasil ainda adolescente, acompanhando os pais nas apresentações do grupo teatral de que faziam parte, e bem jovem começou a atuar nos palcos. Atriz de amplos recursos e comediante nata participou de várias companhias de teatro e não abandonou o palco até o fim da vida. Atuou no Brasil durante setenta e seis anos. Depois de passar por Belém, Manaus, Recife e Salvador, estabeleceu-se no Rio de Janeiro na década de 1920, onde começou a trabalhar no teatro de revista.
Seu primeiro papel de destaque numa telenovela foi em Assim na Terra como no Céu de Dias Gomes, em 1970, antes porém fez uma participação pequena em A Grande Mentira, mas foi a partir de 1973, interpretando a fofoqueira Dona Pepa em Uma Rosa Com Amor, e um pouco depois, em 1975, com A Moreninha, que ela se tornou uma figura conhecida do grande público e intensificou sua participação na televisão.
Em programas de humor, faz dobradinha com Jô Soares no programa Viva o Gordo, como a Pornomãe da Bô Francineide representada por Jô Soares em um quadro de muito sucesso. Estreou no cinema em 1944 em Romance de um Mordedor, de José Carlos Burle, e prossegue fazendo atuações esporádicas até a década de 1960. Em 1969, Brieba atua em A Penúltima Donzela comédia de costumes de grande sucesso, uma das precursoras das pornochanchadas.
Na década de 1970, foi presença constante nas telas do cinema. Somente nessa década, atuou em 33 filmes, inclusive em dois dos maiores sucessos do cinema nacional, as comédias de Pedro Carlos Rovai, Ainda Agarro Essa Vizinha, de 1974 e A Viúva Virgem, 1972. Outro destaque é Toda Nudez Será Castigada, de Arnaldo Jabor.

A atriz atuou com diretores de vários estilos, como Reginaldo Faria, Carlos Imperial, Victor di Mello, Braz Chediak, Luís Sérgio Person, Jece Valadão, Carlo Mossy, Fauzi Mansur, Miguel Borges e Hugo Carvana, e explorou os gêneros musical, revista, comédia, drama. Veio do teatro o único prêmio de sua carreira: um Molière de melhor atriz por Caixa de Sombras (1977), de Michael Christofer. A respeito desta conquista, declarou em entrevista:
Não cantei, não dancei, não sapateei. Ganhei o Molière da goela para cima, com um personagem que vivia numa cadeira de rodas. O que valeu foi a interpretação.
Henriqueta deixa o palco em 1993, por motivo de saúde, depois de três anos no elenco de Por falta de roupa nova, passei o ferro na velha.
Brieba morreu aos 94 anos de infecção pulmonar aguda, durante a madrugada de 18 de setembro de 1995, no Hospital São Lucas, no Rio de Janeiro, onde estava internada havia 45 dias. Seu corpo foi velado e sepultado no Cemitério de São João Batista, naquela mesma cidade.

## Homenagem
Atualmente há um sala de teatro com o seu nome, a sala apresenta especialmente peças infantis. Está localizada no Tijuca Tênis Clube, um clube de classe média alta, localizado na Zona Norte do Rio de Janeiro e uma rua com seu nome na zona leste da cidade de São Paulo.

## Carreira

### No teatro[5]
- 1909 - Gente Menudo
- 1920 - O Pé de Anjo
- 1925 - A Mulata
- 1925 - Amendoim Torrado
- 1925 - Comidas, Meu Santo!
- 1925 - Gigolette
- 1925 - Me Leva, Meu Bem
- 1925-1926 - Amor Sem Dinheiro
- 1926 - Dentro do Brinquedo
- 1926 - Turumbamba
- 1929 - Comigo É na Madeira
- 1932 - A Descoberta da América
- 1932 - A Verdade ao Meio Dia
- 1932 - A Vida É Um Sonho
- 1932 - Complicando a Vida
- 1932 - Mamãe, Quero Casar
- 1932 - Minha Mulher É Minha Noiva
- 1932 - Miss Dolly
- 1932 - O Amor Daqui a 50 Anos
- 1932 - O Divino Perfume
- 1932 - O Secretário de Sua Excia.
- 1932 - Sorriso de Mulher
- 1932 - Sou Pai de Minha Mãe
- 1932 - Um Escândalo na Broadway
- 1933 - Miss Dolly
- 1933 - Senhora
- 1936 - A Caixeirinha da Rua Direita
- 1936 - Canções de Nápoles
- 1936 - O Irresistível Bentinho
- 1946 - Por Causa do Lulú
- 1966 - Ascensão e Queda de um Paquera
- 1967 -  O Rei da Vela
- 1969 - Viúva, Porém Honesta
- 1970 - A Dama do Camarote
- 1971 -  A Casa de Bernarda Alba
- 1976 - Bye Bye Pororoca
- 1976 - Tudo no Escuro
- 1977 -  Caixa de Sombras (Prêmio Molière)
- 1980 - Dom Quixote de La Pança
- 1982 - O Suicídio
- 1985 -  Assim É...(Se Lhe Parece)
- 1986 - Elas Dão Certo
- 1990-1993 - Por Falta de Roupa Nova, Passei o Ferro na Velha

### No cinema
| Ano  | Título                              | Personagem       |
| ---- | ----------------------------------- | ---------------- |
| 1944 | Romance de Um Mordedor              | —                |
| 1958 | Hoje o Galo Sou Eu                  | Filomena         |
| 1958 | O Batedor de Carteiras              | —                |
| 1961 | Samba em Brasília                   | Clotilde         |
| 1969 | A Penúltima Donzela                 | Tia de Tânia     |
| 1970 | Uma Garota em Maus Lençóis          | Dona Risoleta    |
| 1970 | Pra Quem Fica, Tchau                | Mãe de Maria     |
| 1970 | O Enterro da Cafetina               | Dona da Pensão   |
| 1970 | O Bolão                             | —                |
| 1970 | Ascensão e Queda de um Paquera      | Dona Chiquinha   |
| 1971 | Procura-se uma Virgem               | —                |
| 1971 | Os Cara de Pau                      | —                |
| 1971 | O Barão Otelo no Barato dos Bilhões | Velhinha         |
| 1971 | Os Amores de um Cafona              | Angelina         |
| 1972 | O Grande Gozador                    | Dona Isaura      |
| 1972 | Com a Cama na Cabeça                | Mãe de Hortênsia |
| 1972 | Cassy Jones, o Magnífico Sedutor    | Freguesa         |
| 1972 | O Azarento                          | Esposa Feliz     |
| 1972 | A Viúva Virgem                      | Tia Diná         |
| 1973 | O Fraco do Sexo Forte               | Tereza           |
| 1973 | A Filha de Madame Betina            | Irmã Caridade    |
| 1973 | Toda Nudez Será Castigada           | Tia Antonieta    |
| 1974 | Uma Tarde Outra Tarde               | Dona Hortência   |
| 1974 | O Sexo das Bonecas                  | Caftina          |
| 1974 | Banana Mecânica                     | Paciente         |
| 1975 | Um Soutien Para Papai               | Tereza Cristina  |
| 1975 | O Roubo das Calcinhas               | Mãe de Genaro    |
| 1975 | Quando as Mulheres Querem Provas    | Dona Violeta     |
| 1975 | As Loucuras de um Sedutor           | —                |
| 1975 | Eu Dou O Que Ela Gosta              | Pompinata        |
| 1975 | Com as Calças na Mão                | Velha            |
| 1977 | A Mulata Que Queria Pecar           | Sogra            |
| 1977 | Manicures a Domicílio               | —                |
| 1978 | Se Segura, Malandro                 | Clotilde         |
| 1978 | O Escolhido de Iemanjá              | Vovó             |
| 1979 | Viúvas Precisam de Consolo          | —                |
| 1980 | O Inseto do Amor                    | Sra. no Hotel    |
| 1983 | O Rei da Vela                       | Dona Poloca      |
| 1984 | Para Viver um Grande Amor           | —                |
| 1988 | Super Xuxa contra Baixo Astral      | Vó Cascadura     |

### Na televisão
| Ano  | Título                          | Personagem              | Notas                      |
| ---- | ------------------------------- | ----------------------- | -------------------------- |
| 1957 | Escolinha da Juju               | Dona Ritinha            |                            |
| 1968 | A Grande Mentira                | Dedina                  |                            |
| 1970 | Assim na Terra como no Céu      | Tia Coló                |                            |
| 1971 | Bandeira 2                      | Filó                    |                            |
| 1972 | Uma Rosa com Amor               | Pepa                    |                            |
| 1973 | Os Ossos do Barão               | Lucrécia                |                            |
| 1975 | Escalada                        | Vó Dita                 |                            |
| 1975 | A Moreninha                     | Donana                  |                            |
| 1976 | Anjo Mau                        | Carolina                |                            |
| 1976 | Estúpido Cupido                 | Mãe de Olga             |                            |
| 1979 | Casa Fantástica                 | —                       |                            |
| 1980 | Chega Mais                      | Cândida                 |                            |
| 1981 | Ciranda de Pedra                | Ana Dória               |                            |
| 1981 | Jogo da Vida                    | vizinha da Clarita      | Participação Especial      |
| 1982 | Elas por Elas                   | Dona Cocota             | Participação Especial      |
| 1982 | Paraíso                         | Dona Ida                |                            |
| 1983 | Viva o Gordo                    | Pornô-mãe               |                            |
| 1983 | Guerra dos Sexos                | Berenice Vasconcelos    |                            |
| 1983 | Champagne                       | Luizinha                |                            |
| 1983 | Caso Verdade                    | Dona Cotinha            | Episódio: "O Melhor Amigo" |
| 1985 | Um Sonho a Mais                 | Dona Guiomar            |                            |
| 1986 | Cambalacho                      | Ubiratânia              |                            |
| 1987 | Sassaricando                    | Falecida avó de Dinalda |                            |
| 1988 | O Primo Basílio                 | Dona Rita               |                            |
| 1989 | Que Rei Sou Eu?                 | Velhinha                | Participação Especial      |
| 1990 | Gente Fina                      | Senhora Idosa           | Participação Especial      |
| 1990 | Meu Bem, Meu Mal                | Dona Pequenina          |                            |
| 1991 | Escolinha do Professor Raimundo | mãe de D. Cacilda       |                            |
| 1992 | Escolinha do Professor Raimundo | Gerente de um asilo     |                            |
| 1993 | O Mapa da Mina                  | velhinha amiga de Zilda | Participação Especial      |